# 陸莘行
陸莘行（？—？），字纘任，浙江杭州府錢塘縣人，清初女性詩人。七歲能詩。嫁海寧人祝翼斐。其父陸圻因莊廷鑨明史案論死，由吳六奇多方營救出獄。陸莘行著有莊案相關《老父雲遊始末》，收錄於其《秋思草堂遺集》中。